# 乾明寺塔
乾明寺塔是位于河南省鄢陵县城西北隅龙形岗上的宋代楼阁式砖塔，高38米，平面呈六角形，2006年成为全国重点文物保护单位。

## 简介
始建于隋仁寿四年（604年），宋代重建。现存十三层楼阁式砖塔为宋代中晚期建筑，由基座、塔身（塔身设有拱券门、叠涩门，雕有直棂、方棂盲窗、佛龛，镶嵌有雕砖佛像等）、塔刹三部分组成。一层南有塔心室，北有拱形洞门，内设台阶可旋登至八层。
檐部均饰雕砖斗拱，下置砖雕普枋和阑额。瓦檐挑角，每角有青石套兽上悬风铎。
1522年该塔因地震而倒塌，明嘉靖二十八年（1549年）重修塔刹。1996年修塔时，在塔刹内发现明代镀金铜站佛与纸本《大方广佛华严经》等文物32件。
乾明寺寺院建筑早已不存在，目前当地政府正在规划重建该寺院。